# Phạm Văn
Phạm Văn (tiếng Trung: 范文, ?-349) là vị vua mở đầu triều đại thứ hai của Lâm Ấp sau triều đại thứ nhất do Khu Liên thành lập.

## Tiểu sử

### Thân thế
Ông xuất thân là một nô bộc của vua Phạm Duật, vị vua cuối cùng của triều đại thứ nhất. Ông là người có tài nên được vua Phạm Duật tin dùng trong việc xây dựng thành trì, tổ chức lực lượng quân sự khiến cho nước Lâm Ấp cường thịnh. Năm 331 vua Phạm Dật chết không có con nối ngôi, ông đã lên làm vua Lâm Ấp.

#### Truyền thuyết
Truyền thuyết kể rằng ông bắt được hai con cá chép trong khi chăm sóc đàn dê, và giấu chúng khỏi chủ của mình. Ông ngạc nhiên khi thấy chúng biến thành hai hòn đá, một trong số đó có sắt. Ông rèn hai thanh kiếm và cầu nguyện: "Nếu tôi tách tảng đá này khi tôi đánh nó, hãy để đức tính thiêng liêng thể hiện trong đó biến tôi thành một vị vua".

### Trị vì
Ông là người có ý chí hùng mạnh quyết tâm mở mang lãnh thổ Lâm Ấp, với quân đội của mình ông đã tiến về phía Nam đến tận biên giới với Phù Nam và đánh chiếm vùng đất ngày nay là Khánh Hòa tới Bình Thuận. Về phía Bắc ông tiến quân ra quận Nhật Nam lúc này đang trong vòng kiểm soát của nhà Tấn (Trung Quốc), giết chết thái thú quận Nhật Nam là La Hầu Lãm và yêu cầu nhà Tấn lấy dãy Hoành Sơn làm biên giới.
Cũng trong thời kỳ chiếm được quận Nhật Nam và lấy dãy Hoành Sơn làm biên giới với nhà Tấn, ông đã cho đời đô từ thời Khu Liên lập quốc ở Tượng Lâm (thuộc Quảng Nam) ra phía bắc tại khu vực ngày nay là Huế với tên gọi kinh đô Kandapurpura.
Ông mất vào năm 349 do bị thương sau một trận đánh với quân đội nhà Tấn, con ông là Phạm Phật nối ngôi.